# Troiițke, Melitopol
Troiițke (în ucraineană Троїцьке) este un sat în comuna Novobohdanivka din raionul Melitopol, regiunea Zaporijjea, Ucraina.

## Demografie
Componența lingvistică a localității Troiițke
     Rusă (85,6%)
     Ucraineană (14,13%)
     Alte limbi (0,28%)
Conform recensământului din 2001, majoritatea populației localității Troiițke era vorbitoare de rusă (85,6%), existând în minoritate și vorbitori de ucraineană (14,13%).